# الإسلام في أنغولا
حسب التقديرات الرسمية فإن تعداد المسلمين في أنغولا يبلغ 90,000 مسلم من إجمالي عدد السكان البالغ 18 مليون نسمة لذا لم يتم الاعتراف بالإسلام كديانة دستورية. ويتسارع نمو الأقلية المسلمة الناشئة بشكل كبير عن طريق هجرة مسلمين من بعض دول غرب أفريقيا مثل نيجيريا والسنغال والنيجر واعتناق الأنغوليين الإسلام. ويعتبر الإسلام دينا جديدا على المجتمع الأنغولي الذي عانى حروبا أهلية قرابة 30 عاما ولم يتمكن من التقاط أنفاسه إلا في بداية التسعينات من القرن العشرين. أغلب السكان في أنغولا مسيحيون على المذهب الكاثوليكي ومع أقليات مذهبية مسيحية أخرى وديانات إفريقية قديمة.
كشفت المفوضية السامية للأمم المتحدة لحقوق الإنسان عن عمليات تضييق وتمييز يتعرض لها مسلمو أنغولا وعلى رأسها إغلاق مساجدهم والربط بينهم وبين الإرهاب في وسائل الإعلام. وبحسب بيان المفوضية فقد تم إغلاق أربعة مساجد في العاصمة لواندا من قبل الشرطة في عام 2006.

## موقف الحكومة من الإسلام
أعلنت وزيرة الثقافة في أنغولا روزا كروز دسيلفا بمنع الإسلام والمسلمين ومنع ممارسة شعائر الإسلام على ترابها حيث تنظر إلى الإسلام كطائفة وليس ديناً، وشرعت في هدم المساجد بحسب ما نقلته صحف أفريقية. ويمارس الشعائر الإسلامية عدد من الجاليات مثل اللبنانية وأفريقيا الغربية.
وفي عام 2013-11-26 أعلنت أنغولا عن حظر الإسلام وأديان أخرى كطوائف دينية في البلاد، وأفاد تقرير لوكالة الأنباء الأنجولية (انجوب) اليوم الثلاثاء بأن هذه الإجراءات التي أعلنت عنها كل من وزارة الثقافة ووزارة العدل في أنغولا تنطبق على العديد من الطوائف الدينية.
وأكد دبلوماسيون غربيون في أنغولا صحة ما أوردته التقارير الإعلامية في هذا الشأن، ونقلت وكالة أنباء (انجوب) عن وزيرة الثقافة الأنجولية روزا كروز قولها إن هذه الإجراءات لا تنطبق على الطائفة الإسلامية وحسب بل إنها تنطبق بالأساس على كنائس وطوائف «تتعارض مع عادات وتقاليد الثقافة الأنجولية».